# André Manoukian
Pour les articles homonymes, voir Manoukian.
André Manoukian est un auteur-compositeur et pianiste français, né le 9 avril 1957 dans le 4e arrondissement de Lyon. Il est également chroniqueur, présentateur d'émissions de radio et de télévision et comédien depuis les années 2000.
Il exerce sur France Inter dans les émissions Partons en live et Par Jupiter !. À la télévision, il présente notamment La Vie secrète des chansons sur France 3 et est ponctuellement commentateur du Concours Eurovision de la chanson. Entre 2003 et 2016, il est membre du jury du télé-crochet Nouvelle Star diffusé tout d'abord sur M6 puis sur D8 et a présenté Dédé les doigts de fée sur Paris Première de 2007 à 2016.
Jouant surtout pour la télévision, il est notamment apparu dans les séries Fais pas ci, fais pas ça et Alexandra Ehle sur France Télévisions.

## Biographie

### Jeunesse et formation
André Antranik Manoukian naît le 9 avril 1957 à Lyon de parents arméniens, commerçants dans le prêt-à-porter, dans le quartier du Grand Trou situé dans le 8e arrondissement.
Son père qui joue du piano et du violon en amateur lui fait découvrir très tôt la musique classique. André suit des cours de piano classique dès l'âge de 6 ans. Il fait ses études au collège-lycée Ampère de Lyon et y obtient son baccalauréat C. Alors qu'il est étudiant en médecine, il arrête ses études en première année, travaille dans une banque puis gagne sa vie comme démonstrateur de synthétiseurs et d’orgues dans les supermarchés. En raison d'un chagrin d'amour, il quitte la France pour les États-Unis et s'inscrit en 1977 au Berklee College of Music, une école de musique, de jazz en particulier. De retour à Lyon, il y crée son premier big band avec le trompettiste Pierre Drevet, Horn Stuff.

### Vie privée
Il est père de trois enfants, Julie, réalisatrice (née en 1982), de sa première épouse Sophie, Anton et Aris (nés en 2000 et 2001), qu'il a eus avec Stéphanie. Il est grand-père d'un garçon, Ethan, né en 2009 de sa fille aînée.

### Carrière

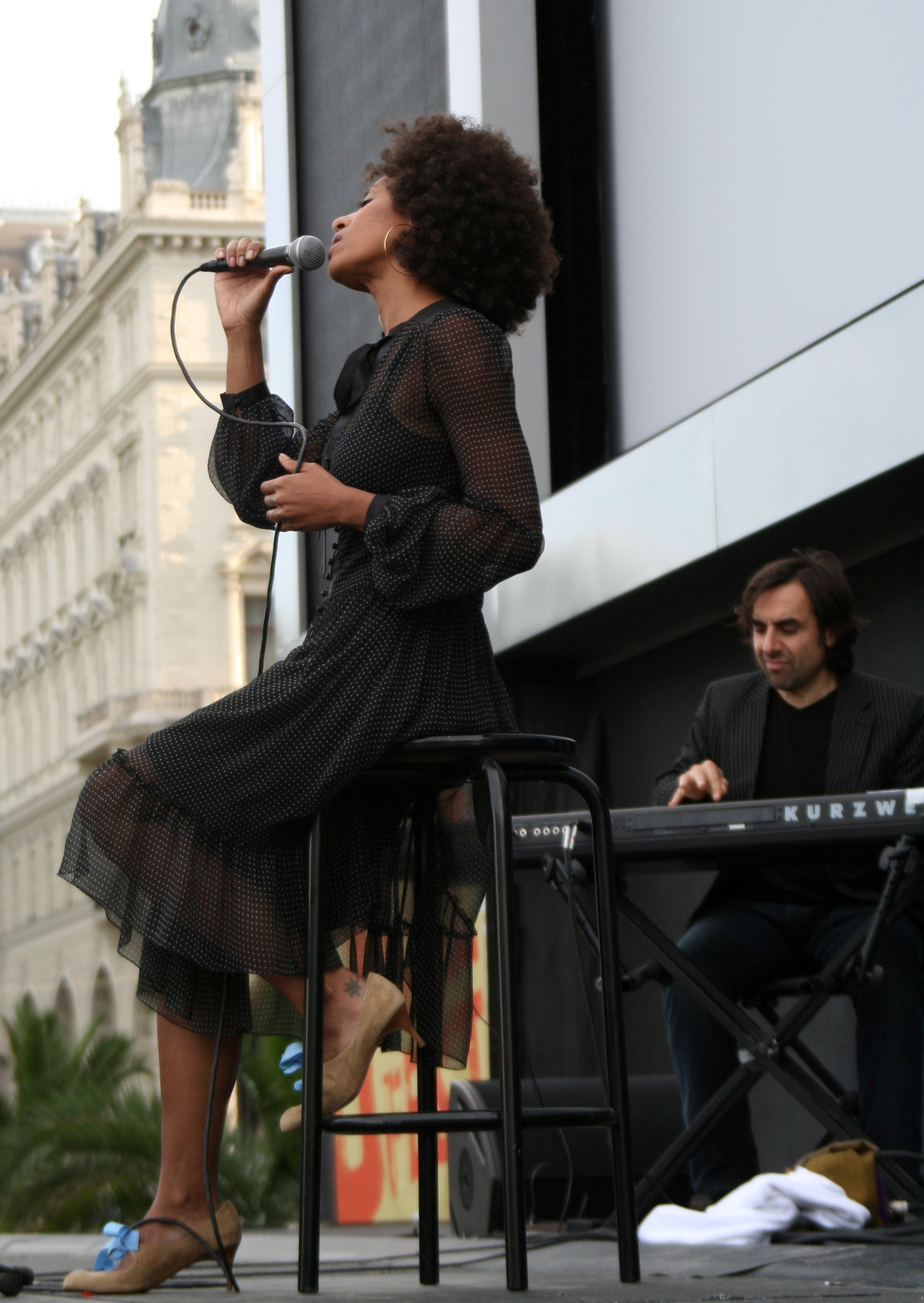
André Manoukian avec Malia (Vienne 2007).

En 1983, André Manoukian découvre la chanteuse Liane Foly, qui devient sa compagne de 1984 à 1995, et pour laquelle il crée ses premiers succès tels que Ça va, ça vient, Au fur et à mesure et Doucement. Il a travaillé avec des artistes tels que Mireille Darc, Michel Petrucciani, Richard Galliano, Charles Aznavour, Nicolas Peyrac, Gilbert Bécaud, Diane Dufresne, Nicole Croisille, Natacha Atlas, Dick Rivers, Janet Jackson, Victoria Petrosillo, Camille Bazbaz et Malia. Il compose les musiques des films Quatre étoiles et Jean-Philippe.
Il est bien connu du grand public pour sa participation, en tant que juré, au télé-crochet de M6, Nouvelle Star, depuis la première saison en 2003 (intitulée la première année À la recherche de la nouvelle star et aux côtés de Dove Attia, Varda Kakon et Lionel Florence) jusqu’en 2016.
En 2004, il se prête à l'exercice du doublage dans le DVD bonus du film Shrek 2, dans lequel il double l'un des jurés pendant le concours de chant.
De 2006 à 2008, il participe comme chroniqueur à l'émission T'empêches tout le monde de dormir en deuxième partie de soirée sur M6 et présentée par Marc-Olivier Fogiel.
Le 5 février 2007, il présente Les Globes de cristal au côté d'Élisabeth Quin sur Paris Première. À partir du 21 février 2007, il présente Dédé les doigts de fée sur Paris Première, émission autour d'invités assimilés à des morceaux de musique. Pour lui, leur vie est une chanson enregistrée sur un multipistes. Pour brosser le portrait de ses invités, André Manoukian les invite à se raconter dans un vrai studio d'enregistrement. Il compose un morceau unique en son genre. À la « couleur » de chaque période de la vie de son invité, il fait correspondre un instrument et une ligne musicale. À la clé, un morceau totalement personnalisé, le tube d'une vie.
Dès 2006, il entame une coopération artistique avec la chanteuse afro-britannique Malia dont le troisième album Young Bones est sorti en mai 2007.
Son premier livre, La Mécanique des fluides, sort en février 2008.
Il compose pour Gaëtane Abrial (candidate de Nouvelle star) l'album Cheyenne Song, sorti le 25 mars 2008.
Il crée son propre label, Va Savoir (EMI Group) et sort le 30 juin 2008 l'album Inkala, sur lequel il est au piano avec Laurent Robin (batterie), Ira Coleman (contrebasse), et pour trois titres, Pierre Boussaguet (contrebasse). L'album est un mélange de compositions originales et de folk songs arméniennes ainsi que d'improvisations, proche des trios modernes de jazz (The Bad Plus, EST, Avishai Cohen, etc.), et se démarque par l’utilisation du chant modal arménien aux blue notes caractéristiques.

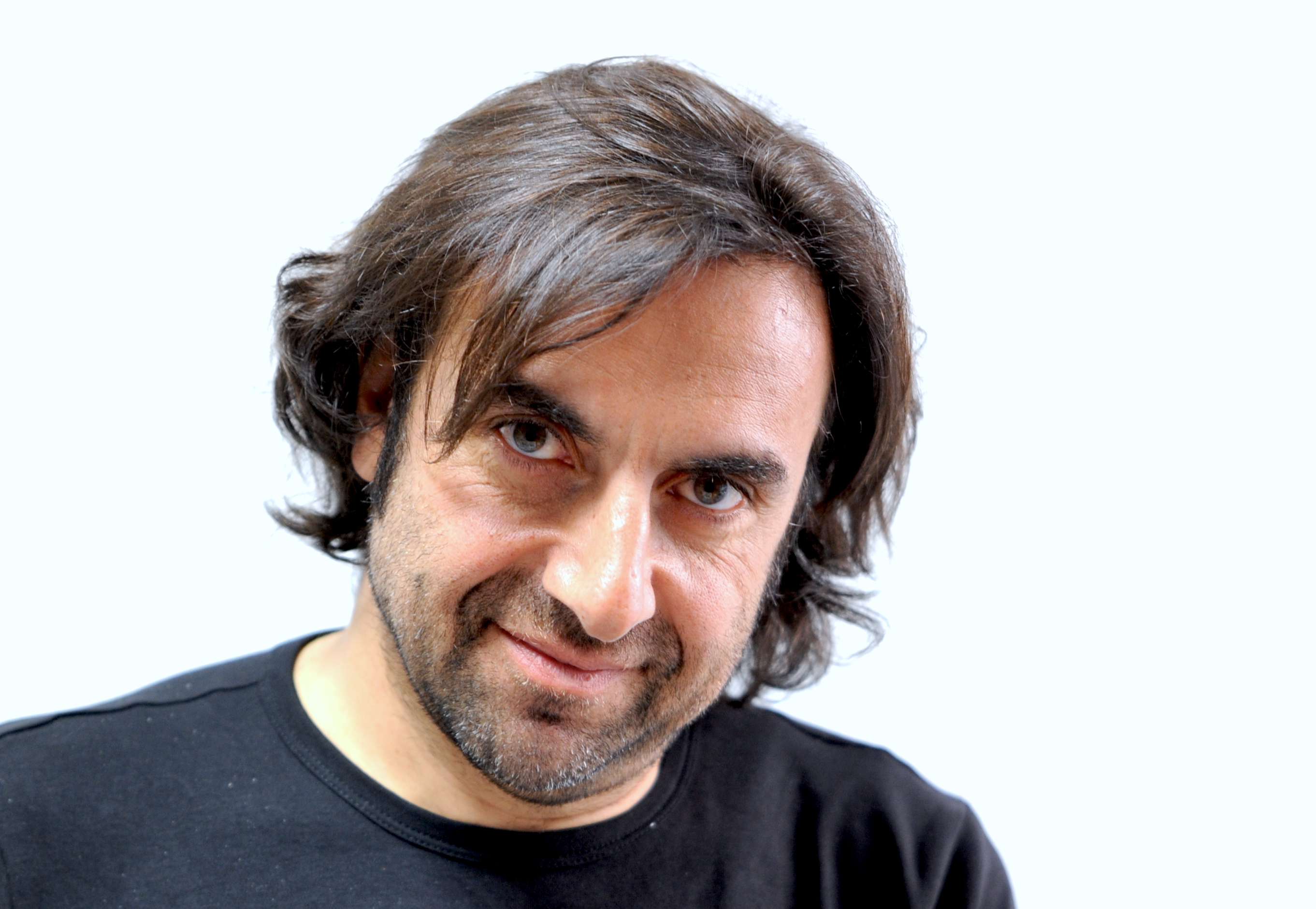
André Manoukian, le 12 avril 2010 à Paris.

De 2008 à 2011, Tété où Dédé ?, une série documentaire diffusée sur France 5, suit André Manoukian et le musicien Tété en route pour un voyage à la rencontre des héritiers du jazz, du blues, du folk, du hip-hop et du rock.
Il entame également une carrière de comédien et, en 2008, rejoint le casting de la série Off Prime avec Virginie Efira sur M6. De 2009 à 2016, il interprète Thierry Kalamian, l'ex mari de Valérie Bouley, dans dix épisodes de Fais pas ci, fais pas ça sur France 2.
En 2009-2010 il est la voix off du programme court Les prénoms en musique sur TF1.
Après son album instrumental chez Blue Note Records, il sort So in love, un nouvel album de grands standards de Cole Porter, Burt Bacharach et George Gershwin chantés par la nouvelle scène française : Anaïs, Emily Loizeau, Helena Noguerra, Camélia Jordana, Benjamin Siksou, Cocoon, China Moses et Tété. Il a voulu rendre hommage à ses maîtres.

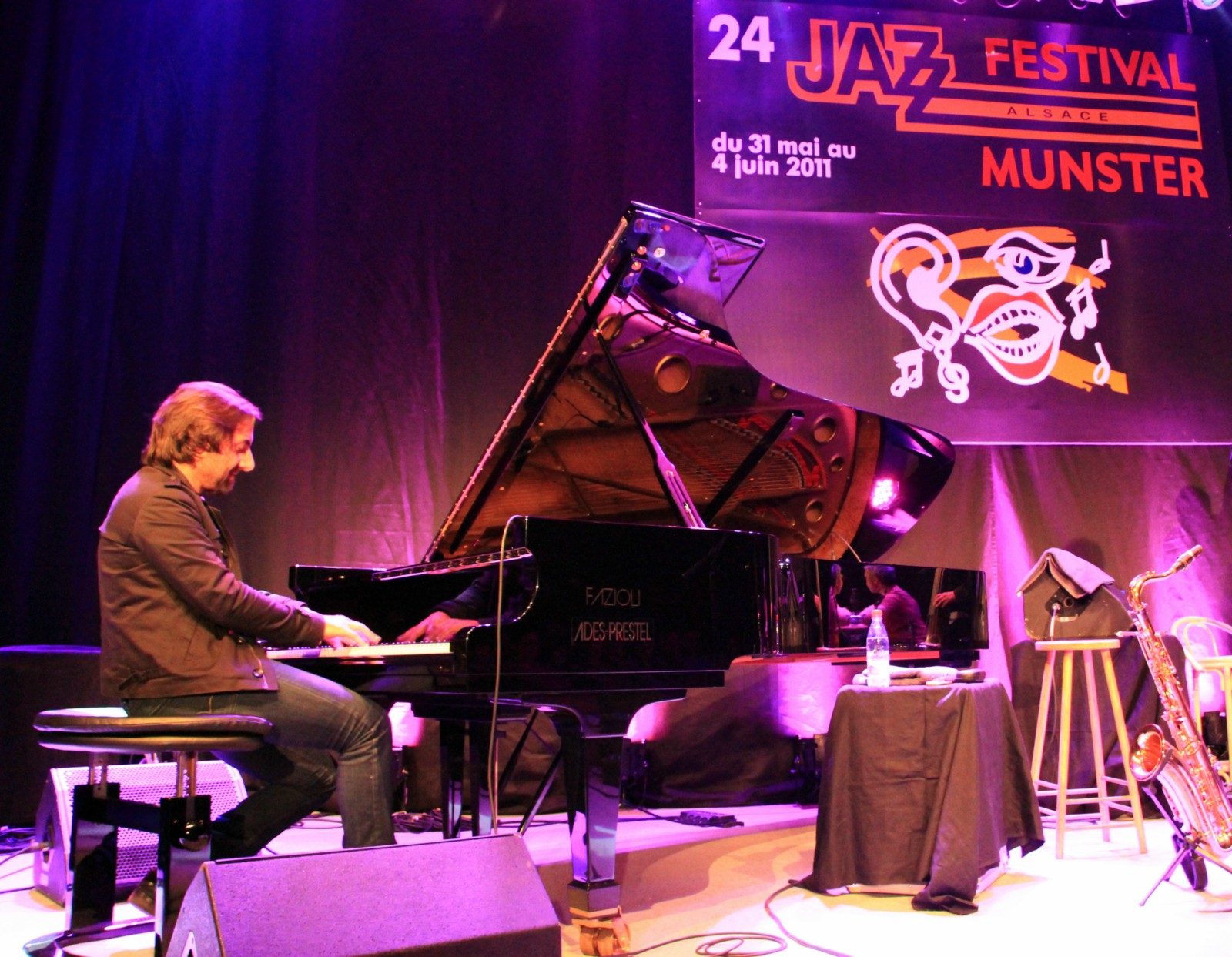
André Manoukian au Jazz Festival de Munster en 2011.

En 2010, il crée la première édition du Cosmojazz de Chamonix. Installé dans « la plus belle vallée du monde » depuis quelques années, la musique lui manquait. Aussi en accord avec Éric Fournier, maire de Chamonix, il crée le premier festival Jazz en Altitude, durant trois jours, puis cinq jours en 2011.
En février-mars 2011, il participe à la première saison de l'émission Danse avec les stars sur TF1, aux côtés de la danseuse Candice Pascal, et termine huitième et dernier de la compétition.
En février 2012, il présente Le Meilleur de Nouvelle Star sur W9. Puis au mois de mars, il présente une nouvelle création musicale, Manoukian, mes rêves d'Orient, projet très personnel où il retourne vers ses origines orientales, dans le cadre du festival Vagamondes à Évry. Il s'est entouré de nombreux artistes : Ibrahim Maalouf, Elina Duni et les frères Chemirani.
En 2010, Nouvelle star s'arrête sur M6. Le télé-crochet revient sur D8 en 2012, André Manoukian reprend son activité de juré aux côtés de Sinclair, Maurane et Olivier Bas pour 150 000 € la saison (il déclare quant à lui toucher 100 000 € brut pour la saison, soit moitié moins que sur M6).
En 2012, il remplace Dave absent pendant une partie de l'émission La France a un incroyable talent, diffusée le 6 novembre sur M6. Il fait alors partie du jury avec Gilbert Rozon et Sophie Edelstein, jurés de l'émission lors de la saison 7. Gilbert Rozon étant juré depuis la saison 1, quant à Sophie Edelstein des saisons 1 à 3 et 5 à 7.
En 2012, il enregistre pour le site imusic-school une masterclass d'improvisation et d'accompagnement jazz au piano, sur laquelle il invite Malia.
En 2013, il anime depuis la rentrée sur France Inter Encore un matin, chronique musicale programmée entre 7 h 24 et 7 h 30, en remplacement de Didier Varrod.
En janvier 2014, il succède à Frédéric Lopez comme animateur de l'émission On va tous y passer, sur France Inter. Le 29 du même mois, il est fait Chevalier des arts et des lettres par la ministre de la Culture Aurélie Filippetti.
Depuis septembre 2014, il présente une chronique musicale dans l'émission Par Jupiter ! (anciennement Si tu écoutes j'annule tout), toujours sur France Inter
En juillet 2015, il présente une émission Les Routes de la musique, sur France Inter et s'intéresse à tous les types de musique.
Depuis deux saisons, il présente l'émission musicale Partons en live sur France Inter. L'émission est enregistrée en public le mercredi soir à 19 h 30 et diffusée le vendredi soir à 21 h.
À la rentrée 2016, il est annoncé comme chroniqueur dans Le Grand Journal sur Canal+, présenté par Victor Robert. L'émission a pris fin le 3 mars 2017.
Depuis mai 2015, André Manoukian présente l'émission documentaire La Vie secrète des chansons sur France 3 (seul à la présentation en 2015-2016, avec Wendy Bouchard à partir d'octobre 2016 puis de nouveau seul à partir de 2017). Il y assure la voix-off et reçoit ses invités autour de son piano.
De 2017 à 2020, 16 octobre 2017, il tient la chronique La Manoukianthérapie dans l'émission Je t'aime, etc. présentée par Daphné Bürki sur France 2. Il est muni d'un piano numérique qu'il utilise ponctuellement pour illustrer son propos.
Il a commenté en duo plusieurs éditions du Concours Eurovision de la chanson : les demi-finales en 2018, 2019 et 2023, sur France 4 et la finale en 2019 sur France 2. Il a également été juré de télé-crochet de la sélection française pour l'Eurovision sur France 2 : en janvier 2019, dans Destination Eurovision puis dans Eurovision France, c'est vous qui décidez ! en 2021 et 2022.
Il est nommé parrain de l'édition 2019 du FIMU, qui a lieu du 6 au 10 juin à Belfort.

## Distinctions
- Officier de l'ordre des Arts et des Lettres (2023)[13].

## Discographie

### Albums solo
- 2008 : Inkala
- 2010 : So In Love
- 2011 : Melanchology
- 2017 : Apatride
- 2022 : Anouch

### Compositions et réalisations
- 1988 : The Man I love - Liane Foly
- 1990 : Rêve orange - Liane Foly
- 1993 : Les Petites Notes - Liane Foly
- 1994 : Sweet Mystery (version anglaise des Petites Notes) - Liane Foly
- 2002 : Yellow Daffodils - Malia
- 2004 : La Chanteuse de bal - Liane Foly
- 2004 : Echos of Dreams - Malia
- 2007 : Young Bones - Malia
- 2008 : Cheyenne Song - Gaëtane Abrial

### Réalisations
- 1994 : Lumières - Liane Foly
- 1998 : Jazznavour - Charles Aznavour
- 1999 : Faut faire avec - Gilbert Bécaud
- 2021 : Les Pianos de Gainsbourg - Isabelle Adjani, Mélody Gardot, Camille Lellouche, Camélia Jordana, Elodie Frégé, Rosemary Standley

### Compositions
- 1994 : Coach vocal sur la version française de Again de Janet Jackson
- 1995 : Le Montana - Dick Rivers (paroles de Jean-Pierre Morgand)
- 2000 : Épine de rose - Diane Dufresne - (paroles de Pierre Grosz)
- 2003 : À quoi ça sert - Gérard Darmon - (paroles de Camille Bazbaz)
- 2004 : Éternelle - Nicole Croisille
- 2009 : Haut les cœurs - Natasha St-Pier - (paroles de Franck Deweare)
- 2019 : Songes et Karthala - Mourad (Album Prémices)[14]

### Arrangements
- 1998 : Jazznavour - Charles Aznavour
- 2005 : Mon amie la rose - Natacha Atlas

## Filmographie
Sauf indication contraire, les informations mentionnées dans cette section peuvent être confirmées par les bases de données cinématographiques IMDb et Allociné,  présentes dans la section « Liens externes ».

### Comme acteur

#### Cinéma
- 2010 : Ensemble nous allons vivre une très très grande histoire d'amour... de Pascal Thomas : Bertrand
- 2024 : Le Choix du pianiste de Jacques Otmezguine

#### Télévision
- 2008 : Off Prime (saison 2, épisode 3 : Demande en mariage) : André
- 2009 : Déformation professionnelle, programme court sur M6 : André
- 2009 - 2016 : Fais pas ci, fais pas ça (saisons 2 à 8) sur France 2 : Thierry Kalamian, l'ex mari de Valérie Bouley (dans 10 épisodes)
- 2010 : Profilage (saison 2, épisode 6 : Réussir ou mourir) sur TF1 : Henri Salince
- 2011 : Moi et ses ex (téléfilm) de Vincent Giovanni : Thierry
- 2014 : Scènes de ménages - prime-time Tenue correcte exigée : le professeur de piano de Raymond et Huguette
- 2014 : Piège blanc (téléfilm) d'Abel Ferry : Monsieur Mésange
- 2017 : Nos chers voisins au ski : François
- 2018 : Nina (saison 4, épisode 8 : Ne dis jamais) : Michael
- 2019 : Capitaine Marleau (saison 3, épisode 3 : Quelques maux d'amour réalisé par Josée Dayan) : Frédéric Lanteri
- 2019 : Trop d'amour (téléfilm) de Frankie Wallach : lui-même
- depuis 2021 : Alexandra Ehle : Aurélien Durrel (à partir de la saison 3)
- 2022 : Le Flambeau : Les Aventuriers de Chupacabra (épisode 8) : lui-même

#### Doublage
- 2004 : Shrek 2 : lui-même (l'idole de Fort Fort Lointain), seulement dans les bonus
- 2021 : La Musique spoliée : le trésor secret des nazis (documentaire) : voix off[15]

### Comme compositeur
- 1993 : Les Ténors de Francis de Gueltzl
- 2005 : Jean-Philippe de Laurent Tuel
- 2005 : Quatre étoiles de Christian Vincent
- 2013 : Fonzy d'Isabelle Doval
- 2013 : La Grande Boucle de Laurent Tuel
- 2015 : Les Yeux ouverts (téléfilm) de Lorraine Lévy
- 2019 : Plume (court métrage) de Marjolaine de Lecluse

### Autres
- 2010 : Entrez dans la transe (documentaire) de Stephanie Géroudet-Règes - scénariste
- 2004 : L'un reste, l'autre part de Claude Berri - arrangements et production[réf. nécessaire]

## Publications
- André Manoukian, La Mécanique des fluides, Paris, Éditions Michel Lafon, février 2008, 280 p. (ISBN 978-2-7499-0796-3)
- André Manoukian, Deleuze, Sheila et moi, Paris, Éditions Calmann-Lévy, mars 2010, 157 p. (ISBN 978-2-7021-4066-6)
- André Manoukian, Sur les routes de la musique, Paris, HarperCollins, juin 2021, 192 p. (ISBN 979-1-0339-0932-3)
- André Manoukian, préface de Les chansons d'amour guérissent le cœur du monde de Daniela Lumbroso et Joseph Agostini, Éditions Robert Laffont.

## Activités médiatiques

### Émissions de radio
- 2013 : présentateur de la chronique musicale quotidienne Encore un matin sur France Inter
- Depuis 2013 : présentateur de l'émission musicale Partons en live sur France Inter
- 2014 : animateur de l'émission On va tous y passer sur France Inter
- 2014-2023 : chroniqueur musical dans l'émission Par Jupiter ! sur France Inter
- 2015 : présentateur de l'émission Les Routes de la musique sur France Inter

### Émissions de télévision
- 2003-2010 : Nouvelle Star sur M6 : juré
- 2006-2008 : T'empêches tout le monde de dormir sur M6 : chroniqueur
- 2007-2016 : Dédé les doigts de fée sur Paris Première : présentateur
- 2007 : Les Globes de Cristal sur Paris Première : coprésentateur
- 2008-2011 : Tété où Dédé ? sur France 5 : coprésentateur
- 2009-2010 : Les Prénoms en musique sur TF1 : présentateur
- 2010 : Louise contre attaque sur France 4 : chroniqueur
- 2011 : Danse avec les stars (saison 1) sur TF1 : candidat
- 2012 : Le meilleur de "Nouvelle Star" sur W9 : animateur
- 2012 : La France a un incroyable talent sur M6 : juré (remplaçant)
- 2012-2016 : Nouvelle Star sur D8 : juré
- 2013 : Enfin te voilà ! (saison 1, épisode 5) : Numerus Clausus (rôle)
- Depuis 2015 : La Vie secrète des chansons sur France 3 : présentateur (en duo avec Wendy Bouchard en 2016-2017)
- 2016-2017 : Le Grand Journal sur Canal+ : chroniqueur
- 2017-2020 : Je t'aime, etc. sur France 2 : chroniqueur
- 2018 : Demi-finales du 63e Concours Eurovision de la chanson sur France 4 : commentateur avec Christophe Willem
- 2019 : Destination Eurovision sur France 2 : juré
- 2019 : Demi-finales du 64e Concours Eurovision de la chanson sur France 4 : commentateur avec Sandy Heribert
- 2019-2021: Les Enfants de la musique sur France 3 : coanimateur avec Bruno Guillon
- 2019 : Finale du 64e Concours Eurovision de la chanson sur France 2 : commentateur avec Stéphane Bern
- 2019 : Les Victoires du Jazz sur France 5 : présentateur
- 2020 : Together at Home sur France 2 : coprésentateur avec Daphné Bürki
- 2020 : Nice Jazz Festival sur France 3 : coprésentateur avec China Moses
- 2020 : Entre duel et duo sur France 5 avec Jean-Francois Zygel
- Depuis 2021 : La Fête de la chanson française sur France 2 : coanimateur avec Laury Thilleman
- 2021 et 2024 : La Fête de la chanson à l'orientale sur France 2 puis France 3, avec Laury Thilleman
- 2021 et 2022 : Eurovision France, c'est vous qui décidez ! sur France 2 : juré
- Depuis 2021 : Bel et Bien sur France 2 : chroniqueur
- 2021 : La bande originale des lumières sur France 4
- 2022 : Le tango dans tous ses états sur France 3
- 2022 : La France a un incroyable talent sur M6 : juré invité
- 2023 : La Fête de la chanson d'amour sur France 2 avec Laury Thilleman
- 2023 : Nouvelle Star, 20 ans sur M6 : juré
- 2023 : Demi-finales du Concours Eurovision de la chanson sur France 4 : commentateur avec Anggun
- Depuis 2023 : Le Grand Échiquier sur France 2 : coprésentateur avec Claire Chazal
- 2024 : Le Grand Concours des régions - "Quel sera le meilleur chant folklorique de France ?" sur France 3 : juré
- Depuis 2024 : Château ! sur France 3 : présentateur
- 2024 : Un château en cadeau sur France 3

### Note
1. ↑  Son nom s'écrit en arménien : Անդրե Մանուկյան.